# Jay Belsky
Jay Belsky (New York, 7 juli 1952) is een Amerikaans ontwikkelingspsycholoog. Van 1999 tot 2010 was hij oprichter en directeur van het Institute for the Study of Children, Families and Social Issues en hoogleraar psychologie aan het Birkbeck College in Londen. Sinds 2011 is hij hoogleraar psychologie aan de Davis Universiteit van Californië. . Hij was onder meer betrokken bij NICHD Study of Child Care, een grootscheepse studie naar de effecten van kinderopvang.
- Bibsys: 90381934
- CiNii: DA02315534
- Gemeinsame Normdatei: 1211398579
- International Standard Name Identifier: 0000 0000 8361 3224
- Library of Congress Control Number: n81049418
- Nationale Bibliotheek van Letland: 000301275
- Bibliotheek van het Japanse parlement: 00511972
- Nationale Bibliotheek van Tsjechië: xx0143276
- Nationale Bibliotheek van Israël: 987007431742405171
- Nederlandse Thesaurus van Auteursnamen: 070455090
- ORCID: 0000-0003-2191-2503
- Système universitaire de documentation: 12181517X
- Virtual International Authority File: 17904486
- WorldCat: E39PBJvMDwV7tfgWhQJ76tgR8C